# Morten Harket
Morten Harket, född 14 september 1959 i Kongsberg, är en norsk musiker, sångare och kompositör. Han är sångare och frontman i gruppen a-ha sedan 1982.

## Bakgrund
Morten Harket är son till överläkaren Reidar Harket och hemkunskapsläraren Henny Harket. Han är uppvuxen i Asker tillsammans med tre bröder och en syster. Under skoltiden blev Harket mobbad och han har i vuxen ålder engagerat sig mot och hållit föredrag om mobbning. Hans stora intressen som barn var naturen, miljö, fjärilar, växter och i synnerhet orkidéer. Hans intresse för orkidéer har fortsatt i vuxen ålder och Harket har idag bland annat en orkidé uppkallad efter sig.
Innan musikkarriären tog fart, under tidigt 1980-tal, studerade Harket teologi vid den teologiska högskolan MF vitenskapelig høyskole for teologi, religion og samfunn i Oslo.

## Musikkarriär
Innan a-ha bildades var Morten Harket sångare i bluesbandet Souldier Blue. 1979 såg han bandet Bridges spela live i Oslo och blev tagen av deras originella sound i en tid när punken annars dominerade. Efter konserten gick han fram och pratade med Bridgesmedlemmarna Magne Furuholmen och Pål Waaktaar. 1982, efter att Bridges hade splittrats och Furuholmen och Waaktaar försökte slå igenom som musiker i London, tog Furuholmen kontakt med Harket, då han och  Waaktaar behövde en bra sångare för att komma någonvart i England. a-ha bildades officiellt på Morten Harkets födelsedag den 14 september 1982. Harket, Furuholmen och Waaktaar flyttade därefter till London tillsammans för att försöka få skivkontrakt.

### A-ha
a-ha slog igenom hösten 1985 med debutalbumet Hunting High and Low och singlarna "Take on Me" och "The Sun Always Shines on TV". "Take on Me" blev etta på billboardlistan i USA och i 26 andra länder när den släpptes. Låten fick god hjälp av en unik musikvideo som använde rotoskopi och delvis var tecknad. "The Sun Always Shines on TV" blev etta på Englandslistan några månader senare. Bandets andra studioalbum Scoundrel Days släpptes 1986, tätt följt av Stay on These Roads 1988 och East of the Sun, West of the Moon 1990. Efter det femte albumet Memorial Beach 1993 och efter att ha gjort den officiella låten till Paralympics i Lillehammer 1994 tog bandet paus.
Bandet återförenades 1998 för att framträda på Nobels fredspriskonsert. År 2000 släpptes albumet Minor Earth, Major Sky, följt av Lifelines 2002 och Analogue 2005. Efter albumet Foot of the Mountain 2009 meddelade a-ha att de tänkte gå skilda vägar efter en världsomfattande avskedsturné. Efter turnén, och då a-ha egentligen splittrats, återförenades bandet kort den 21 augusti 2011 för att uppträda på den officiella minnesceremonin för offren för terrorattackerna i Oslo den 22 juli samma år.
År 2015 släppte a-ha albumet Cast in Steel och 2017 en MTV Unplugged-skiva, Summer Solstice, innehållande deras största hits.
A-ha är mycket populära i Brasilien, där bandet satte världsrekord för att ha spelat för störst betalande publik någonsin 1991, samt i flera andra länder i Sydamerika. Bandet är även stora i hemlandet Norge samt i Storbritannien och Tyskland.

### Solokarriär
Harket har givit ut sex soloalbum, varav fyra på engelska och två på norska. Han har på sina soloalbum till stor del samarbetat med landsmän som Håvard Rem, Ole Sverre Olsen och Kjetil Bjerkestrand men även svensken Peter Kvint. Debutsoloskivan från 1993, Poetenes Evangelium, fick ett ljummet mottagande, medan den efterföljande engelskspråkiga soloskivan Wild Seed från 1995 fick ett stort internationellt genomslag. För Wild Seed fick Harket motta fyra priser under den norska motsvarigheten till grammygalan, Spellemannprisen, 1995. Harket gav ut sitt senaste soloalbum Brother 2014.

### Övriga framträdanden
Harket var programledare för Eurovision Song Contest 1996 i Oslo tillsammans med Ingvild Bryn, då han även framförde sin låt Heaven's Not for Saints. Han har uppträtt som soloartist på Nobels fredspriskonsert 1995 och 2007 (samt tillsammans med a-ha 1998, 2001 och 2015). Harket framförde 2002 Unicefs officiella låt tillsammans med Hayley Westenra.
I januari 2021 medverkade Morket Harket som "Viking" i den brittiska motsvarigheten av Masked singer. Ingen i den brittiska juryn gissade att Harket dolde sig bakom masken, trots att Harket i ett avsnitt framförde en akustisk version av Take on Me samt upprepade ordet "a-ha" frekvent i sina ledtrådar.

## Världsrekord
A-ha har världsrekord för att ha spelat för störst betalande publik någonsin. Världsrekordet sattes den 26 januari 1991, då a-ha spelade för 198 000 betalande människor på festivalen Rock in Rio i Rio de Janeiro i Brasilien. Artister har spelat för större folkmassor, men då har det varit gratiskonserter, och världsrekordet här bestod i att alla 198 000 betalade för att komma in. Harket innehar även världsrekord för att ha hållit samma ton längst tid under ett live-uppträdande. Rekordet ligger på 20,2 sekunder och den långa tonen finns i sången "Summer Moved On" från 2000.

## Skådespelarkarriär
Harket spelade en mindre biroll i den norska filmen Kamilla og tyven 1988. Han sjunger även filmens signaturmelodi.

## Miljö- och välgörenhetsarbete
Morten Harket har engagerat sig i bistånds- och miljöfrågor genom en rad olika projekt, till exempel The Sunshine Revolution, Östtimorkommittén, Earth Affair, Amnesty International och Cultures Spans the World. Han är en stor förespråkare för elbilar och importerade 1989 olagligt Norges första elbil, då de norska myndigheterna inte ville godkänna bilen. Harket har också rest runt i Sydamerika för att rädda utrotningshotade orkidéer.

## Privatliv
År 1985 var Harket tillsammans med den engelska skådespelerskan Therese "Bunty" Bailey, som var hans motspelerska i Take on Me-videon. Harket träffade den svenska fotomodellen och skådespelerskan Camilla Malmquist på Amsterdams flygplats hösten 1986. Paret gifte sig 1989 och fick tre barn tillsammans innan de gick skilda vägar 1998. Mellan 2000 och 2005 var Harket sambo med Anne Mette Undlien, som han även har en dotter tillsammans med. Sedan 2005 är Harket i ett förhållande med Inez Andersson. Paret har en dotter tillsammans.

## Diskografi
Album
- Poetenes Evangelium (1993)
- Wild Seed (1995)
- Vogts Villa (1996)
- Letter from Egypt (2008)
- Out of My Hands (2012)
- Brother (2014)

Singlar (urval)
- "Det er ennå tid" (1989) (med Bjørn Eidsvåg och Oslo Gospel Choir)
- "Kamilla og tyven" (1992)
- "Spanish Steps" (1995)
- "A Kind of Christmas Card" (1995)
- "Tilbake til livet" (1996)
- "Los Angeles" (1996)
- "Heaven's Not For Saints (Let it go)" (1996)
- "A Jester in Our Town" (1998)
- "Movies" (2007)
- "Lightning" (2012)
- "Brother" (2014)